# Maeve Fort
Maeve Geraldine Fort (Liverpool, 19 novembre 1940 – Londra, 18 settembre 2008) è stata una diplomatica inglese.

## Biografia
Era l'unica figlia di un amministratore di un ospedale di Liverpool. Frequentò la Nantwich Grammar School e il Trinity College.
Nonostante l'apparente mancanza di impegno accademico, si laureò in inglese e francese per ottenere una borsa di studio alla Sorbona da parte del governo francese.

## Carriera diplomatica
Decise di entrare a far parte del Ministero degli Esteri, nonostante il fatto che fosse una donna e che non si fosse laureata a Oxbridge. Tuttavia, divenne una dei dodici candidati ad essere nominati al grado di junior presso il Ministero degli Esteri nel 1962. 
Lavorò a New York, Bangkok, Bonn e Lagos. Il 24 aprile 1973 fu nominata ufficiale del Servizio Diplomatico. In seguito è stata promossa a primo segretario a il Foreign and Commonwealth Office, e nel 1978 tornò a New York come parte della missione del Regno Unito per le Nazioni Unite. Qui iniziò a specializzarsi negli affari africani, in particolare sulla Namibia. 

### Cile, Mozambico e Libano
Nel 1982 ritornò Regno Unito per studiare al Royal College of Defence Studies per un anno. Fu poi promossa a consigliere e inviata a Santiago del Cile. Fu richiamata dal ministero nel 1986, ricoprendo la carica di capo del dipartimento dell'Africa occidentale e di ambasciatrice del Ciad. In seguito si considerò che il Ciad fosse troppo pericoloso per ospitare un ambasciatore a causa del continuo conflitto ciadiano-libico. Fu poi nominata ambasciatrice a Mozambico nel 1989.
Il Mozambico era ancora alle prese con la sua guerra civile e Fort fu coinvolta nei negoziati per porre fine al conflitto, facendo firmare i negoziati tra il presidente Joaquim Chissano e il leader RENAMO, Afonso Dhlakama.
Nel 1992 si offrì come volontaria per diventare ambasciatrice in Libano. Aveva una squadra di sei guardie del corpo in prossimità della Royal Military Police. La situazione in Libano era così pericolosa che ha vissuto in un recinto fortificato.

### Sudafrica
Fu nominata Alto Commissario in Sudafrica nel 1996, due anni dopo che Nelson Mandela divenne il primo presidente nero del paese. Ben presto divenne un'amica e confidente di Mandela e di altri alti funzionari sudafricani. 
Nel 1997, grazie alla sua precedente collaborazione per i negoziati tra Namibia e Mozambico si rivelò utile ancora una volta siccome la situazione in Angola deteriorò. Ospitò il principe Carlo in visita ufficiale, poco dopo la morte di Diana, Principessa del Galles.

## Morte
Morì il 18 settembre 2008, a Londra, dopo una breve malattia.